# Lista de baronias em Portugal
Esta é uma lista de baronias em Portugal.

Nota: Nesta lista apenas são elencados os títulos portugueses concedidos a portugueses e a estrangeiros, pois só estes foram criados em Portugal; os títulos estrangeiros concedidos a portugueses são apresentados em Lista de títulos nobiliárquicos estrangeiros concedidos a portugueses.

## Estatuto

Coronel heráldico de Barão no Reino de Portugal.

Os Barões em Portugal figuram entre os Titulares do Reino, salvo se concedidos com Honras de Grandeza, caso em que integravam os Grandes do Reino.
Os Barões com Grandeza precedem os demais. Precedem depois os títulos de juro e herdade, seguindo depois a precedência geral pela antiguidade do título.

## Baronatos
| Brasão                                 | Título                                                       | Criação                             | Tipo              | Primeiro Titular | Actual Titular                                                                                 |
| -------------------------------------- | ------------------------------------------------------------ | ----------------------------------- | ----------------- | --- | ---------------------------------------------------------------------------------------------- |
|                                        | Barão de Água-Izé                                            | 16 de Abril de 1868                 | Em vida           | João Maria de Sousa Almeida | Extinto                                                                                        |
|                                        | Barão de Aguiar                                              | 17 de Junho de 1854                 | Em vida           | Silvino Luís Teixeira de Aguiar e Vasconcelos                                                                                       | Extinto                                                                                        |
|                                        | Barão de Alagoa                                              | 22 de Dezembro de 1841              | Em vida           | José Francisco da Terra Brum | Extinto                                                                                        |
|                                        | Barão de Albufeira                                           | 26 de Outubro de 1823               | Em vida           | José de Vasconcelos e Sá | Extinto                                                                                        |
|                                        | Barão de Alcantarilha                                        | 17 de Junho de 1869                 | Em vida           | Sebastião José de Mendonça | Extinto                                                                                        |
|                                        | Barão de Alcobaça                                            | 1 de Dezembro de 1834               | Em vida           | Henrique da Silva da Fonseca Cerveira Leite, 1.º visconde de Alcobaça                                                               | Extinto                                                                                        |
|                                        | Barão de Alcochete                                           | 26 de Maio de 1836                  | Em vida           | Bernardo Daupias, depois 1.º Visconde de Alcochete                                                                                  | Extinto                                                                                        |
|                                        | Barão de Aldenberg                                           | Século XVIII                        | Em vida           | Martinho Velho da Rocha Oldenberg                                                                                                   | Extinto                                                                                        |
|                                        | Barão de Alenquer                                            | 2 de Julho de 1862                  | Em vida           | Manuel Joaquim de Almeida | Extinto                                                                                        |
|                                        | Barão de Almargem                                            | 23 de setembro de 1835              | Em vida           | Mariano José Barroso de Sousa Garcez Palha                                                                                          | Extinto                                                                                        |
|                                        | Barão de Almeda                                              | 22 de Abril de 1875                 | Em vida           | Emanuel de Almeda | Extinto                                                                                        |
|                                        | Barão de Almeida (1ª criação)                                | 28 de Outubro de 1835               | Em vida           | Francisco José de Almeida | Extinto                                                                                        |
|                                        | Barão de Almeida (2ª criação)                                | 9 de Novembro de 1845               | Em vida           | Francisco Paula de Oliveira | Extinto                                                                                        |
|                                        | Barão de Almeida (3ª criação)                                | 13 de Maio de 1851                  | Em vida           | António Tomás de Almeida | Extinto                                                                                        |
|                                        | Barão de Almeida Santos                                      | 27 de Setembro de 1882              | Em vida           | António José de Almeida Santos | Extinto                                                                                        |
|                                        | Barão de Almeidinha                                          | 4 de Março de 1840                  | Em vida           | José Osório do Amaral Sarmento e Vasconcelos                                                                                        | Extinto                                                                                        |
|                                        | Barão de Almeirim                                            | 23 de Outubro de 1837               | Em vida           | Manuel Nunes Freire da Rocha | Extinto                                                                                        |
|                                        | Barão de Almofala                                            | 20 de Janeiro de 1847               | Em vida           | António José da Silva Leão | Extinto                                                                                        |
|                                        | Barão de Alpendurada                                         | 13 de Julho de 1848                 | Em vida           | António Vieira de Magalhães, 1.º Visconde de Alpendurada                                                                            | Elevado a Visconde de Alpendurada                                                              |
|                                        | Barão de Alquerubim                                          | 12 de Março de 1885                 | Em vida           | Joaquim Rodrigues Tavares de Melo                                                                                                   | Extinto                                                                                        |
|                                        | Barão de Alvaiázere                                          | 6 de Fevereiro de 1818              | Em vida           | Manuel Vieira da Silva | Luís Miguel Vieira e Vasconcelos, 5.º Barão de Alvaiázere                                      |
|                                        | Barão de Alverca                                             | 4 de Abril de 1795                  | Em vida           | João António de Sá Pereira | Extinto                                                                                        |
|                                        | Barão de Alves da Conceição                                  | 25 de Julho de 1885                 | Em vida           | Manuel Alves da Conceição | Extinto                                                                                        |
|                                        | Barão de Alvito                                              | 27 de Abril de 1475                 | De juro e herdade | D. João Fernandes da Silveira, 5.º Senhor de Alvito jure uxoris                                                                     | Extinto                                                                                        |
|                                        | Barão de Alvoco da Serra                                     | 7 de Abril de 1889                  | Em vida           | António Luis Monteiro de Pina | Extinto                                                                                        |
|                                        | Barão de Ancede                                              | Século XIX                          | Em vida           | José Henriques Soares | Artur Frederico de Ancede Barbosa da Fonseca, 5.º Barão de Ancede                              |
|                                        | Barão de Andaluz                                             | 13 de Maio de 1810                  | Em vida           | António Luís de Mariz Sarmento, depois 1.º Visconde de Andaluz                                                                      | Extinto                                                                                        |
|                                        | Barão de Anciães                                             | 19 de Fevereiro de 1818             | Em vida           | Pedro Vieira da Silva Brás Teles de Menezes                                                                                         | Extinto                                                                                        |
|                                        | Barão das Antas                                              | 7 de Setembro de 1835               | Em vida           | Francisco Xavier da Silva Pereira, 1.º Visconde e Conde das Antas                                                                   | Elevado a Visconde das Antas                                                                   |
|                                        | Barão de Aquino                                              | 22 de Dezembro de 1888              | Em vida           | José de Aquino Guimarães | Extinto                                                                                        |
|                                        | Barão de Arcossó                                             | 2 de Dezembro de 1835               | Em vida           | Pedro António Machado Pinto de Sousa Canavarro, 1.º Barão de Vila Pouca de Aguiar                                                   | Extinto                                                                                        |
|                                        | Barão de Arede Coelho                                        | 29 de Novembro de 1898              | Em vida           | José Inácio Coelho | António Luís Arêde Soveral Rodrigues Varella, 2.º Barão de Arede Coelho                        |
|                                        | Barão de Areia Larga                                         | 22 de Fevereiro de 1854             | Em vida           | António Garcia da Rosa | Extinto                                                                                        |
| Ficheiro:Armas Barão Areias Cambra.png | Barão das Areias de Cambra                                   | 7 de Julho de 1874                  | Em vida           | António Soares Leite Ferraz de Albergaria                                                                                           | Extinto                                                                                        |
|                                        | Barão de Argamassa                                           | 1 de outubro de 1835                | Em vida           | Francisco da Gama Lobo Botelho | Extinto                                                                                        |
|                                        | Barão de Arruda (1.ª Criação)                                | 17 de Dezembro de 1801              | Em vida           | Almirante Bernardo Ramires Esquível, depois 1.º Visconde de Estremoz                                                                | Extinto                                                                                        |
|                                        | Barão de Arruda (2.ª Criação)                                | 8 de Agosto de 1845                 | Em vida           | Bartolomeu de Gambôa e Lis | Extinto                                                                                        |
|                                        | Barão de Assunção                                            | 6 de Maio de 1890                   | Em vida           | João Correia Pais de Assunção | Extinto                                                                                        |
|                                        | Barão de A-Ver-o-Mar                                         | 4 de Março de 1895                  | Em vida           | Manuel Gomes de Amorim | Extinto                                                                                        |
|                                        | Barão de Balsemão                                            | 31 de Maio de 1847                  | Em vida           | José Alvo Brandão Pinto de Sousa Coutinho, 4.º filho de Luís Pinto de Sousa Coutinho, 2.º Visconde de Balsemão)                     | Extinto                                                                                        |
|                                        | Barão de Bamberg                                             | 1 de Dezembro de 1872               | Em vida           | Félix Bamberg | Extinto                                                                                        |
|                                        | Barão de Barbosa Rodrigues                                   | 1 de Abril de 1872                  | Em vida           | Francisco Barbosa Rodrigues | Extinto                                                                                        |
|                                        | Barão de Barcel                                              | 4 de Setembro de 1879               | Em vida           | João Firmino Teixeira | Extinto                                                                                        |
|                                        | Barão de Barcelinhos                                         | 3 de Junho de 1841                  | Em vida           | Manuel José de Oliveira | Extinto                                                                                        |
|                                        | Barão de Barreto                                             | 3 de Julho de 1873                  | Em vida           | Henrique Bliss e Barreto, 1.º Barão de Bliss                                                                                        | Extinto                                                                                        |
|                                        | Barão de Barroil                                             | 1873                                | Em vida           | Estevão Barroil | Extinto                                                                                        |
|                                        | Barão de Barry                                               | 1879                                | Em vida           | Francis Tress Barry | Extinto                                                                                        |
|                                        | Barão de Basto                                               | 8 de Agosto de 1888                 | Em vida           | Júlio José Fernandes Basto | Extinto                                                                                        |
|                                        | Barão de Bastos                                              | 18 de Abril de 1848                 | Em vida           | Francisco de Paula Bastos, depois 1.º visconde de Bastos                                                                            | Extinto                                                                                        |
|                                        | Barão de Beduído                                             | 6 de Fevereiro de 1818              | Em vida           | Nicolau de Bulhões Lemos Castelo-Branco                                                                                             | Extinto                                                                                        |
|                                        | Barão de Belém                                               | 23 de Julho de 1891                 | Em vida           | Filipe Augusto de Carvalho | Extinto                                                                                        |
|                                        | Barão de Berger                                              | 13 de Fevereiro de 1896             | Em vida           | Emílio Berger | Extinto                                                                                        |
|                                        | Barão de Bernardo Pinto                                      | 21 de Dezembro de 1891              | Em vida           | António Bernardo Pinto | Extinto                                                                                        |
|                                        | Barão de Bernheim                                            | 28 de Setembro de 1907              | Em vida           | Emílio Bernheim | Extinto                                                                                        |
|                                        | Barão de Bertelinho                                          | 23 de Julho de 1874                 | Em vida           | João António Rodrigues de Miranda                                                                                                   | Extinto                                                                                        |
|                                        | Barão de Bliss                                               | 31 de Maio de 1855                  | Em vida           | Henrique Bliss e Barreto, 1.º Barão de Barreto                                                                                      | Extinto                                                                                        |
|                                        | Barão do Bolhão                                              | 14 de Agosto de 1851                | Em vida           | António Alves Sousa Guimarães, 1.º Conde de Bolhão                                                                                  | Elevado a Conde de Bolhão                                                                      |
|                                        | Barão do Bonfim                                              | 17 de Setembro de 1835              | Em vida           | José Lúcio Travassos Valdez, depois 1.º conde do Bonfim                                                                             | Extinto                                                                                        |
|                                        | Barão de Brissos                                             | 25 de Outubro de 1843               | Em vida           | José Barreto Castelino Cota Falcão                                                                                                  | Extinto                                                                                        |
|                                        | Barão de Burchardt                                           | 16 de Maio de 1878                  | Em vida           | Hermano Burchardt | Extinto                                                                                        |
|                                        | Barão de Burgal                                              | 8 de Outubro de 1891                | Em vida           | Alfredo Montanha Martins de Pinho                                                                                                   | Extinto                                                                                        |
|                                        | Barão de Cabinda                                             | 7 de Setembro de 1871               | De juro e herdade | Manuel José Puna, Régulo de Cabinda                                                                                                 | Extinto                                                                                        |
|                                        | Barão do Cabo da Praia                                       | 23 de Setembro de 1835              | Em vida           | Manuel Joaquim de Menezes | Extinto                                                                                        |
|                                        | Barão de Cacela                                              | 27 de Setembro de 1835              | Em vida           | António Pedro de Brito Vila Lobos                                                                                                   | Extinto                                                                                        |
|                                        | Barão de Cacilhas                                            | 23 de Setembro de 1835              | Em vida           | Romão José Soares | Extinto                                                                                        |
|                                        | Barão de Cadoro                                              | 16 de Novembro de 1893              | Em vida           | Carlos de Faria e Melo | Maria Adelaide de Faria e Melo Cadoro, 3.ª Baronesa de Cadoro                                  |
|                                        | Barão de Calapor                                             | 26 de Junho de 1873                 | Em vida           | Purxotoma Sinay Quencró | Extinto                                                                                        |
|                                        | Barão do Calvário                                            | 22 de Agosto de 1872                | Em vida           | Manuel Pereira da Silva | Extinto                                                                                        |
|                                        | Barão de Camocim                                             | 13 de Abril de 1893                 | Em vida           | Geminiano Maia | Extinto                                                                                        |
|                                        | Barão de Campanhã                                            | 20 de Junho de 1835                 | Em vida           | Baltazar de Almeida Pimentel, 1.º visconde e conde de Campanhã                                                                      | Elevado a Visconde de Campanhã                                                                 |
|                                        | Barão de Campolide                                           | 28 de Fevereiro de 1891             | Em vida           | Alfredo Prisco Barbosa | Extinto                                                                                        |
|                                        | Barão do Candal                                              | 8 de Outubro de 1891                | Em vida           | Manuel José Mendes | Extinto                                                                                        |
|                                        | Barão da Capelinha                                           | 20 de Outubro de 1852               | Em vida           | Manuel Joaquim Tavares Pais de Sousa, 1.º visconde da Capelinha                                                                     | Elevado a Visconde da Capelinha                                                                |
|                                        | Barão de Caria                                               | 10 de Junho de 1864                 | Em vida           | José Homem Machado Figueiredo Leitão, 1.º Visconde e Conde de Caria                                                                 | Elevado a Visconde de Caria e Conde de Caria                                                   |
|                                        | Barão de Casais do Douro                                     | 9 de Dezembro de 1875               | Em vida           | António José Teixeira | Extinto                                                                                        |
|                                        | Barão do Casal                                               | 1 de Dezembro de 1836               | Em vida           | José de Barros Abreu Sousa e Alvim, 1.º Conde do Casal                                                                              | Elevado a Conde do Casal                                                                       |
|                                        | Barão do Casalinho                                           | 3 de Agosto de 1901                 | Em vida           | Eduardo Freire | Extinto                                                                                        |
|                                        | Barão de Castelo                                             | 1908                                | Em vida           | José de Andrade | Extinto                                                                                        |
|                                        | Barão de Castelo de Paiva                                    | 5 de Abril de 1854                  | Em vida           | António da Costa Paiva | Extinto                                                                                        |
|                                        | Barão de Castelo Novo                                        | 4 de Novembro de 1802               | Em vida           | João de Ordaz e Queirós | Extinto                                                                                        |
|                                        | Barão de Castro Daire                                        | 23 de Maio de 1840                  | Em vida           | Luís Malheiro Peixoto de Lemos Melo e Vasconcelos                                                                                   | Extinto                                                                                        |
|                                        | Barão de Castro Silveira                                     | 18 de Junho de 1890                 | Em vida           | José Maria Galvão de Melo | Extinto                                                                                        |
|                                        | Barão do Cercal                                              | 11 de Maio de 1851                  | Em vida           | Alexandrino António de Melo, depois 1.º Visconde de Cercal                                                                          | Extinto                                                                                        |
|                                        | Barão de Chanceleiros                                        | 23 de Maio de 1840                  | Em vida           | Manuel António de Carvalho | Extinto                                                                                        |
|                                        | Barão de Claros                                              | 15 de Setembro de 1870              | Em vida           | Gustavo de Almeida de Sousa e Sá | Extinto                                                                                        |
|                                        | Barão de Coche de La Ferté                                   | 13 de Outubro de 1901               | Em vida           | Alexandre José Júlio Coche-de-La-Ferté                                                                                              | Extinto                                                                                        |
|                                        | Barão de Colaço e Macnamara                                  | 1879                                | Em vida           | José Daniel Colaço | Extinto                                                                                        |
|                                        | Barão de Combarjua                                           | 21 de Novembro de 1865              | Em vida           | Ludovico Xavier Garcez Palha | Extinto                                                                                        |
|                                        | Barão da Conceição                                           | 5 de Setembro de 1855               | Em vida           | Fortunato Joaquim Figueira | Extinto                                                                                        |
|                                        | Barão de Condeixa                                            | 25 de Outubro de 1810               | Em vida           | Pedro Maria Xavier de Ataíde e Melo, 1.º Visconde de Condeixa                                                                       | Elevado a Visconde de Condeixa                                                                 |
|                                        | Barão da Corticeira                                          | 1908                                | Em vida           | Raul de Sousa e Oliveira | Extinto                                                                                        |
|                                        | Barão do Corvo                                               | 28 de Dezembro de 1871              | Em vida           | Manuel Álvares do Souto Guedes da Silva                                                                                             | Extinto                                                                                        |
|                                        | Barão da Costa Noronha                                       | 14 de Abril de 1898                 | Em vida           | Heitor Homem da Costa Noronha | Extinto                                                                                        |
|                                        | Barão de Costa Ricci                                         | 19 de Maio de 1881                  | Em vida           | José Anselmo da Costa Ricci | Extinto                                                                                        |
|                                        | Barão de Costa Veiga                                         | 5 de Maio de 1865                   | Em vida           | António Xavier da Costa Veiga, pai de António Xavier da Costa Veiga, 1.º Visconde de Costa Veiga                                    | Extinto                                                                                        |
|                                        | Barão do Costeado                                            | 7 de Maio de 1848                   | Em vida           | António de Nápoles Vaz Vieira de Melo Alvim da Silva Freitas                                                                        | Extinto                                                                                        |
|                                        | Barão da Costeira                                            | 6 de Setembro de 1894               | Em vida           | João António de Figueiredo | Extinto                                                                                        |
|                                        | Barão do Cruzeiro                                            | 21 de Outubro de 1875               | Em vida           | Francisco Luís Ferreira Tavares | Extinto                                                                                        |
|                                        | Barão de Danvers                                             | 6 de Junho de 1893                  | Em vida           | Alan Danvers | Extinto                                                                                        |
|                                        | Barão de Dempó                                               | 26 de Junho de 1873                 | Em vida           | Christin Godovin Raiú Sinay Dempó                                                                                                   | Extinto                                                                                        |
|                                        | Barão de Dinis Samuel                                        | 14 de Setembro de 1855              | Em vida           | Dinis Samuel | Extinto                                                                                        |
|                                        | Barão de Duparchy                                            | 23 de Dezembro de 1886              | Em vida           | Jean Alexis Dauphin Duparchy, 1.º Conde de Duparchy                                                                                 | Elevado a Conde de Duparchy                                                                    |
|                                        | Barão de Eisemann                                            | 17 de Abril de 1884                 | Em vida           | Rafael Eisemann | Extinto                                                                                        |
|                                        | Barão de Erlanger                                            | 13 de Setembro de 1859              | Em vida           | Rafael Erlanger | Extinto                                                                                        |
|                                        | Barão da Ermida                                              | 4 de Outubro de 1871                | Em vida           | António Ferreira da Silva Brito, pai de António Ferreira Silva Brito, 1.º Visconde da Ermida                                        | Extinto                                                                                        |
|                                        | Barão de Esposende                                           | 10 de Julho de 1879                 | Em vida           | António Pereira da Mota | Carlos Miguel Teixeira Mota da Costa Leme, 2.º Barão de Esposende                              |
|                                        | Barão da Estrela                                             | 12 de Setembro de 1851              | Em vida           | Joaquim Manuel Monteiro, 1.º Visconde e Conde da Estrela                                                                            | Elevado a Visconde da Estrela e Conde da Estrela                                               |
|                                        | Barão de Estremoz                                            | 9 de Outubro de 1843                | Em vida           | D. Bartolomeu de Salazar Moscoso, 1.º visconde de Estremoz                                                                          | Elevado a Visconde de Estremoz                                                                 |
|                                        | Barão de Eugène Grosos                                       | 6 de Setembro de 1883               | Em vida           | Eugénie Grosos | Extinto                                                                                        |
|                                        | Barão de Ezpeleta                                            | 12 de Junho de 1855                 | Em vida           | Francisco Xavier de Ezpeleta Isarri Larrain y Alzueta                                                                               | Extinto                                                                                        |
|                                        | Barão de Famalicão                                           | 24 de Agosto de 1905                | Em vida           | Manuel Ferreira da Costa e Sousa | Extinto                                                                                        |
|                                        | Barão de Faria                                               | 14 de Junho de 1878                 | Em vida           | Francisco da Costa Faria | Extinto                                                                                        |
|                                        | Barão de Ferreira                                            | 15 de Dezembro de 1833              | Em vida           | Diocleciano Leão de Brito Cabreira                                                                                                  | Extinto                                                                                        |
|                                        | Barão de Fermil                                              | 24 de Novembro de 1900              | Em vida           | Manuel Guilherme Alves Machado | Extinto                                                                                        |
|                                        | Barão de Ferreira                                            | 7 de Outubro de 1842                | Em vida           | Joaquim Ferreira dos Santos, 1.º Visconde e Conde de Ferreira                                                                       | Elevado a Visconde de Ferreira e Conde de Ferreira                                             |
|                                        | Barão de Ferreira dos Santos                                 | 14 de Setembro de 1868              | Em vida           | Geraldo Ferreira dos Santos Silva                                                                                                   | Extinto                                                                                        |
|                                        | Barão da Folgosa                                             | 8 de Novembro de 1843               | Em vida           | Jerónimo de Almeida Brandão e Sousa                                                                                                 | Extinto                                                                                        |
|                                        | Barão da Fonte Bela                                          | 3 de Março de 1836                  | De juro e herdade | Jacinto Inácio Rodrigues da Silveira                                                                                                | Estevão Gago da Camara, 5.º Barão da Fonte Bela                                                |
|                                        | Barão da Fonte Boa                                           | 11 de Fevereiro de 1840             | Em vida           | Joaquim Augusto Burlamaqui Marecos, 1.º Visconde da Fonte Boa                                                                       | Elevado a Visconde da Fonte Boa                                                                |
|                                        | Barão da Fonte do Mato                                       | 2 de Julho de 1860                  | Em vida           | António da Cunha Silveira de Bettencourt, pai de Bartolomeu Álvaro da Cunha Silveira de Bettencourt, 1.º Visconde da Fonte do Mato) | Extinto                                                                                        |
|                                        | Barão de Fonte Nova                                          | 20 de Novembro de 1835              | Em vida           | Bento da Fonseca Pinto de Oliveira, 1.º barão de Mondim e depois 1.º visconde e 1.º conde da Fonte Nova                             | Elevado a Visconde da Fonte Nova e Conde da Fonte Nova                                         |
|                                        | Barão de Fornelos                                            | 15 de Outubro de 1851               | Em vida           | José Joaquim Pereira dos Santos | Extinto                                                                                        |
|                                        | Barão de Fornos de Algodres                                  | 2 de Julho de 1842                  | Em vida           | José Maria de Albuquerque Pimentel de Vasconcelos e Soveral                                                                         | Extinto                                                                                        |
|                                        | Barão de Forrester                                           | 20 de Abril de 1855                 | Em vida           | Joseph James Forrester | Extinto                                                                                        |
|                                        | Barão de Forster                                             | 3 de Outubro de 1878                | Em vida           | Richard Forster | Extinto                                                                                        |
|                                        | Barão da Foz                                                 | 21 de Outubro de 1843               | Em vida           | Gil Guedes Correia de Queiroz, 1.º Visconde e Conde da Foz                                                                          | Elevado a Visconde da Foz, Conde da Foz e Marquês da Foz                                       |
|                                        | Barão de Fragosela                                           | 23 de Março de 1903                 | Em vida           | Ambrosina Olímpia Pereira Loureiro                                                                                                  | Extinto                                                                                        |
|                                        | Barão de Francos                                             | 20 de Janeiro de 1847               | Em vida           | Fernando da Fonseca Mesquita e Sola, 1.º visconde de Francos                                                                        | Elevado a Visconde de Francos                                                                  |
|                                        | Barão de Frantzenstein                                       | 17 de Outubro de 1905               | em vida           | Ricardo Frantz | Extinto                                                                                        |
|                                        | Barão de Freitas Henriques                                   | 27 de Julho de 1901                 | Em vida           | Frederico Augusto Cristiano de Freitas Henriques                                                                                    | Extinto                                                                                        |
|                                        | Barão do Freixo                                              | 3 de Outubro de 1865                | Em vida           | António Afonso Velado, 1.º Visconde do Freixo                                                                                       | Elevado a Visconde do Freixo                                                                   |
|                                        | Barão de Gabe de Massarelos                                  | 16 de Agosto de 1870                | Em vida           | Ludovico Pedro Gabe de Massarelos                                                                                                   | Extinto                                                                                        |
|                                        | Barão de Gáfete                                              | 19 de Setembro de 1890              | Em vida           | José Lúcio Gouveia | Extinto                                                                                        |
|                                        | Barão de Glória                                              | 6 de Julho de 1852                  | Em vida           | António José Leite Guimarães | Extinto                                                                                        |
|                                        | Barão de Goiana                                              | 20 de Março de 1820                 | Em vida           | José Correia Picanço | Extinto                                                                                        |
|                                        | Barão de Goldsmid da Palmeira                                | 4 de Novembro de 1845               | Em vida           | Sir Isaac Lyon Goldsmid | Extinto                                                                                        |
|                                        | Barão de Gondoriz                                            | 22 de Fevereiro de 1882             | Em vida           | João Caetano Gonçalves Viana, 1.º Visconde de Gondoriz                                                                              | Elevado a Visconde de Gondoriz                                                                 |
|                                        | Barão de Gouvinhas                                           | 4 de Janeiro de 1908                | Em vida           | Augusto Pereira de Morais | Extinto                                                                                        |
|                                        | Barão da Gramosa                                             | 27 de Fevereiro de 1866             | Em vida           | Joaquim José da Costa Rebelo | Extinto                                                                                        |
|                                        | Barão de Granjão                                             | 7 de Maio de 1867                   | Em vida           | António Botelho Teixeira, 1.º Visconde de Granjão                                                                                   | Elevado a Visconde de Granjão                                                                  |
|                                        | Barão de Grimancelos                                         | 25 de Abril de 1848                 | Em vida           | António de Passos de Almeida Pimentel                                                                                               | Elevado a Visconde de Grimancelos                                                              |
|                                        | Barão de Guadalupe                                           | 15 de Maio de 1874                  | Em vida           | João Inácio de Simas e Cunha | Extinto                                                                                        |
|                                        | Barão de Hortega                                             | 28 de Setembro de 1854              | Em vida           | Juan Diogo Francisco Hortega Solrzano Costa y Cavalleri                                                                             | João António Potier Monteiro Hortega, 2.º Conde do Paço do Lumiar e 4.º Barão de Hortega       |
|                                        | Barão do Hospital                                            | 30 de Junho de 1855                 | Em vida           | Joaquim de Queirós Machado e Vasconcelos                                                                                            | Extinto                                                                                        |
|                                        | Barão de Howorth de Sacavém                                  | 16 de Julho de 1885                 | Em vida           | John Stott Howorth | Extinto                                                                                        |
|                                        | Barão da Ilha Grande de Joanes                               | 27 de Novembro de 1666              | De juro e herdade | Luís Gonçalo de Sousa de Macedo | Extinto (título extinto em 1754 aquando do 3.º Barão por troca com o Viscondado de Mesquitela) |
|                                        | Barão de Inhaca                                              | 8 de Novembro de 1892               | Em vida           | Alfredo Auerbach | Extinto                                                                                        |
|                                        | Barão de Itanhaém                                            | 3 de Maio de 1819                   | Em vida           | Pedro Afonso de Andrada Sotomaior Pinto Coelho                                                                                      | Extinto                                                                                        |
|                                        | Barão de Jardim do Mar                                       | 16 de Abril de 1896                 | Em vida           | Tristão Vaz Teixeira de Bettencourt da Câmara                                                                                       | Extinto                                                                                        |
|                                        | Barão de Joane                                               | 11 de Julho de 1870                 | Em vida           | António Luís Machado Guimarães | Extinto                                                                                        |
|                                        | Barão de Jozan                                               | 22 de Outubro de 1872               | Em vida           | Emílio Jozan | Extinto                                                                                        |
|                                        | Barão de Jugueiros                                           | 24 de Março de 1880                 | Em vida           | Francisco Pereira Peixoto Guimarães                                                                                                 | Extinto                                                                                        |
|                                        | Barão da Junqueira                                           | 8 de Novembro de 1843               | Em vida           | José Dias Leite Sampaio, 1.º Visconde da Junqueira                                                                                  | Elevado a Visconde da Junqueira                                                                |
|                                        | Barão de Kessler                                             | 7 de Fevereiro de 1855              | Em vida           | Frederico Kessler | Extinto                                                                                        |
|                                        | Barão de Knowles                                             | 15 de Fevereiro de 1866             | Em vida           | John Knowles | Extinto                                                                                        |
|                                        | Barão de Koenigswarter                                       | 27 de Novembro de 1867              | Em vida           | Maximilian Julius Koenigswarter | Extinto                                                                                        |
|                                        | Barão das Lages                                              | 10 de Novembro de 1840              | Em vida           | José Teixeira de Mesquita | Extinto                                                                                        |
|                                        | Barão de Lagoa                                               | 25 de Agosto de 1871                | Em vida           | Bernardo Casimiro de Freitas | Extinto                                                                                        |
|                                        | Barão de Lagos                                               | 21 de Agosto de 1835                | Em vida           | Henrique José da Silva | Extinto                                                                                        |
|                                        | Barão de Laguna                                              | 6 de Fevereiro de 1818              | Em vida           | Carlos Frederico Lecor, 1.º Visconde da Laguna (título brasileiro)                                                                  | Extinto                                                                                        |
|                                        | Barão de Lamberg                                             |                                     | Em vida           | | Extinto                                                                                        |
|                                        | Barão das Laranjeiras                                        | 27 de Maio de 1836                  | Em vida           | Manuel Medeiros da Costa Canto e Albuquerque                                                                                        | Elevado a Visconde das Laranjeiras                                                             |
|                                        | Barão de Lazarim                                             | 19 de Julho de 1845                 | Em vida           | Manuel de Vasconcelos Pereira de Melo                                                                                               | Extinto                                                                                        |
|                                        | Barão de Le Chin de Barlaimont                               | 25 de Julho de 1903                 | Em vida           | Just Edmond Savinien Le Chin | Extinto                                                                                        |
|                                        | Barão de Leiria                                              | 1 de Outubro de 1835                | Em vida           | José de Vasconcelos Bandeira de Lemos, 1.º Visconde de Leiria                                                                       | Elevado a Visconde de Leiria                                                                   |
|                                        | Barão do Linhó                                               | 1910                                | Em vida           | António Borges Coutinho de Medeiros de Sousa Dias da Câmara                                                                         | Extinto                                                                                        |
|                                        | Barão da Lobata                                              | 26 de Dezembro de 1868              | Em vida           | João António de Macedo Araújo e Costa, 1.º Conde e Visconde da Lobata                                                               | Elevado a Visconde da Lobata e Conde da Lobata                                                 |
|                                        | Barão de Lopez de Torreguay                                  | 23 de Março de 1881                 | Em vida           | Salvador Lopez Sánchez | Extinto                                                                                        |
|                                        | Barão de Lordelo                                             | 20 de Dezembro de 1836              | Em vida           | José da Fonseca e Gouveia | Extinto                                                                                        |
|                                        | Barão de Louredo                                             | 7 de Janeiro de 1869                | Em vida           | Manuel Lourenço Baeta Neves | Extinto                                                                                        |
|                                        | Barão de Lourenço Martins                                    | 20 de Janeiro de 1908               | Em vida           | Zeferino Lourenço Martins | Extinto                                                                                        |
|                                        | Barão de Luso                                                | 17 de Junho de 1870                 | Em vida           | Manuel Ferreira de Azevedo Júnior                                                                                                   | Extinto                                                                                        |
|                                        | Barão de Löwenstein                                          | 12 de Janeiro de 1893               | Em vida           | Ludwig Adolf von Löwenstein | Extinto                                                                                        |
|                                        | Barão da Madalena                                            | 18 de Abril de 1870                 | Em vida           | Misael Vieira Machado da Cunha | Extinto                                                                                        |
|                                        | Barão de Magalhães                                           | 13 de Maio de 1854                  | Em vida           | António Joaquim Vieira de Magalhães, 1.º Conde de Magalhães                                                                         | Elevado a Conde de Magalhães                                                                   |
|                                        | Barão de Magé                                                | 13 de Maio de 1810                  | Em vida           | Matias António de Sousa Lobato, 1.º Visconde de Magé                                                                                | Elevado a Visconde de Magé                                                                     |
|                                        | Barão de Manique do Intendente                               | 10 de Abril de 1801                 | Em vida           | Pedro António de Pina Manique Nogueira de Matos de Andrade, 1.º Visconde de Manique do Intendente                                   | Elevado a Visconde de Manique do Intendente                                                    |
|                                        | Barão de Marinho                                             | 28 de Novembro de 1872              | Em vida           | António Pereira Marinho, 1.º Visconde de Marinho                                                                                    | Elevado a Visconde de Marinho                                                                  |
|                                        | Barão de Martinho de Dume                                    | 4 de Abril de 1837                  | Em vida           | Duarte Guilherme Ferreri de Gusmão                                                                                                  | Jaime Ferreri de Gusmão                                                                        |
|                                        | Barão de Massarelos                                          | 21 de Maio de 1847                  | Em vida           | Joaquim Augusto Kopke Schwerin de Sousa                                                                                             | Extinto                                                                                        |
|                                        | Barão de Mata Bacelar                                        | 27 de Novembro de 1884              | Em vida           | João Crísóstomo da Mata Bacelar | Extinto                                                                                        |
|                                        | Barão de Matalha                                             | 2 de Setembro de 1891               | Em vida           | Eduardo Cohen | Extinto                                                                                        |
|                                        | Barão de Matosinhos                                          | 24 de Agosto de 1870                | Em vida           | António Ferreira da Silva Maia | Extinto                                                                                        |
|                                        | Barão de Matoso                                              | 29 de Maio de 1878                  | Em vida           | José Joaquim Rodrigues Lopes | Extinto                                                                                        |
|                                        | Barão de Maurício de Matias                                  |                                     | Em vida           | | Extinto                                                                                        |
|                                        | Barão de Maxial                                              | 13 de Março de 1883                 | Em vida           | António Dinis da Graça Vieira | Extinto                                                                                        |
|                                        | Barão de Mendonça                                            | 26 de Novembro de 1873              | Em vida           | Francisco Manuel de Mendonça | Extinto                                                                                        |
|                                        | Barão de Merk                                                | 28 de Janeiro de 1890               | Em vida           | Karl Merk | Extinto                                                                                        |
|                                        | Barão de Mesquita                                            | 17 de Janeiro de 1848               | Em vida           | Miguel Correia de Mesquita Pimentel                                                                                                 | Extinto                                                                                        |
|                                        | Barão de Miranda do Corvo                                    | 21 de Agosto de 1840                | Em vida           | Joaquim Vitorino da Silva | Extinto                                                                                        |
|                                        | Barão de Mirandela                                           |                                     | Em vida           | João António Rebocho | Extinto                                                                                        |
|                                        | Barão de Mogadouro                                           | 12 de Outubro de 1839               | Em vida           | João António Ferreira de Moura | Extinto                                                                                        |
|                                        | Barão de Mogofores                                           | 20 de Maio de 1869                  | Em vida           | Manuel Ferreira de Seabra da Mota e Silva                                                                                           | Extinto                                                                                        |
|                                        | Barão de Moimenta da Beira                                   |                                     | Em vida           | Julião Sarmento de Vasconcelos e Castro, depois Visconde de Moimenta da Beira                                                       | Extinto                                                                                        |
|                                        | Barão de Molelos                                             | 17 de Dezembro de 1815              | Em vida           | Francisco de Paula Vieira da Silva Tovar de Albuquerque, 10° Senhor de Molelos e 1.° Visconde de Molelos                            | Extinto                                                                                        |
|                                        | Barão de Mondim                                              | 1 de Outubro de 1835                | Em vida           | Bento da França Pinto de Oliveira, depois 1.º Barão, Visconde e Conde da Fonte Nova                                                 | Extinto                                                                                        |
|                                        | Barão de Monte Brasil                                        | 4 de Agosto de 1862                 | Em vida           | José Quintino Dias | Extinto                                                                                        |
|                                        | Barão de Monte Castedo                                       |                                     | Em vida           | | Extinto                                                                                        |
|                                        | Barão de Monte Córdova                                       | 22 de Setembro de 1887              | Em vida           | José António Martins | Extinto                                                                                        |
|                                        | Barão de Monte Pedral                                        | 13 de Setembro de 1835              | Em vida           | José Baptista da Silva Lopes | Extinto                                                                                        |
|                                        | Barão de Montemor-o-Novo                                     | 8 de Agosto de 1888                 | Em vida           | José Maria de Fernandes de Iria | Extinto                                                                                        |
|                                        | Barão de Mossâmedes                                          | 13 de Agosto de 1779                | De juro e herdade | José de Almeida e Vasconcelos, 13.° Senhor de Mossâmedes                                                                            | Extinto                                                                                        |
|                                        | Barão de Nelas                                               | 22 de Agosto de 1870                | Em vida           | José Bernardo dos Anjos e Brito | Extinto                                                                                        |
|                                        | Barão de Nevogilde                                           | 10 de Maio de 1836                  | Em vida           | Manuel Mendes de Morais e Castro | Extinto                                                                                        |
|                                        | Barão da Nora                                                | 11 de Novembro de 1893              | Em vida           | Frederico Teles de Meneses | Extinto                                                                                        |
|                                        | Barão de Noronha                                             | 8 de Dezembro de 1832               | Em vida           | Pedro Homem da Costa Noronha Ponce de Leão, depois 1.° Visconde de Noronha                                                          | Extinto                                                                                        |
|                                        | Barão de Nossa Senhora da Luz                                | 23 de Janeiro de 1847               | Em vida           | Joaquim António Velez Barreiros, 1.º Visconde de Nossa Senhora da Luz                                                               |                                                                                                |
|                                        | Barão de Nossa Senhora da Oliveira                           | 22 de Agosto de 1870                | Em vida           | Manuel Inácio da Silveira | José António Alves da Cunha Coutinho, 2.º Barão de Nossa Senhora da Oliveira                   |
|                                        | Barão de Nossa Senhora da Saúde                              | 12 de Setembro de 1866              | Em vida           | José Maria da Camara Coutinho Carreiro de Castro                                                                                    | Extinto                                                                                        |
|                                        | Barão de Nossa Senhora da Vitória da Batalha                 | 2 de Junho de 1851                  | Em vida           | Sebastião Francisco Drago Valente de Brito Cabreira                                                                                 | Extinto                                                                                        |
|                                        | Barão de Nossa Senhora das Mercês                            | 22 de Junho de 1874                 | Em vida           | Cândido Pacheco de Melo Forjaz de Lacerda, depois 1.º Visconde de Nossa Senhora das Mercês                                          | Extinto                                                                                        |
|                                        | Barão de Nova Sintra                                         | 8 de Março de 1862                  | Em vida           | José Joaquim Leite Guimarães | Extinto                                                                                        |
|                                        | Barão de Oleiros                                             | 16 de Janeiro de 1837               | Em vida           | Francisco de Albuquerque Pinto Castro e Nápoles, 1.º Visconde de Oleiros                                                            | Extinto                                                                                        |
|                                        | Barão de Oliveira                                            | 26 de Dezembro de 1884              | Em vida           | Joaquim da Rocha Abreu de Oliveira                                                                                                  | Extinto                                                                                        |
|                                        | Barão de Oliveira Castro                                     | 9 de Setembro de 1904               | Em vida           | José Mendes de Oliveira Castro | Extinto                                                                                        |
|                                        | Barão de Oliveira do Conde                                   | 21 de Novembro de 1866              | Em vida           | Miguel Borges de Castro Tavares de Azevedo, depois 1.º Visconde de Oliveira do Conde                                                | Extinto                                                                                        |
|                                        | Barão de Oliveira Lima                                       | 10 de Outubro de 1883               | Em vida           | Maria Helena de Albuquerque | Augusto Martins Ferreira do Amaral, 3.º Barão de Oliveira Lima                                 |
|                                        | Barão de Ornelas                                             | 14 de Outubro de 1886               | Em vida           | António Evaristo de Ornelas | Extinto                                                                                        |
|                                        | Barão de Ovar                                                | 20 de Setembro de 1840              | Em vida           | António da Costa e Silva, depois 1.º Visconde de Ovar                                                                               | Extinto                                                                                        |
|                                        | Barão do Paço da Figueira                                    | 19 de Fevereiro de 1883             | Em vida           | Manuel dos Santos Júnior | Extinto                                                                                        |
|                                        | Barão do Paço de Couceiro                                    | 28 de Julho de 1870                 | Em vida           | João Couceiro da Costa | Extinto                                                                                        |
|                                        | Barão de Paço de Sousa                                       | 25 de Novembro de 1890              | Em vida           | António Joaquim Gonçalves Macieira                                                                                                  | Extinto                                                                                        |
|                                        | Barão de Paçô Vieira                                         | 11 de Julho de 1868                 | Em vida           | José Joaquim de Sousa Barreiros Coelho Vieira                                                                                       | Extinto                                                                                        |
|                                        | Barão de Paiva                                               | 20 de Dezembro de 1853              | Em vida           | Francisco José de Paiva Pereira, 1.º Visconde de Paiva                                                                              | Elevado a Visconde de Paiva                                                                    |
|                                        | Barão de Paiva Manso                                         | 14 de Abril de 1868                 | Em vida           | Abel Maria Jordão de Paiva Manso | Elevado a Visconde de Paiva Manso                                                              |
|                                        | Barão de Palença                                             | 13 de Maio de 1824                  | Em vida           | Franz Frantsevich Borel | Extinto                                                                                        |
|                                        | Barão de Palma                                               | 5 de Julho de 1854                  | Em vida           | Luís José Ribeiro | Extinto                                                                                        |
|                                        | Barão de Palme                                               | 2 de Junho de 1851                  | Em vida           | José Maria da Fonseca Moniz | Extinto                                                                                        |
|                                        | Barão de Paranhos                                            | 21 de Junho de 1869                 | Em vida           | Sebastião Maria de Gouveia | Extinto                                                                                        |
|                                        | Barão de Patterson                                           |                                     | Em vida           | | Extinto                                                                                        |
|                                        | Barão de Paulo Cordeiro                                      | 2 de Junho de 1887                  | Em vida           | D. Adelaide de Sousa Pereira Cordeiro de Araújo e Sequeira                                                                          | Extinto                                                                                        |
|                                        | Barão de Paúlos                                              | 13 de Dezembro de 1823              | Em vida           | José da Veiga Cabral Caldeirão | Extinto                                                                                        |
|                                        | Barão de Peixoto Serra                                       | 22 de Fevereiro de 1904             | Em vida           | Francisco da Silva Peixoto Serra | Extinto                                                                                        |
|                                        | Barão de Perafita                                            | 1836                                | Em vida           | João António de Moraes | Extinto                                                                                        |
|                                        | Barão de Pereira Bastos                                      | 1° de Outubro de 1891               | Em vida           | António José Gomes Pereira Bastos                                                                                                   | Extinto                                                                                        |
|                                        | Barão de Pereira da Mota                                     | 8 de Maio de 1873                   | Em vida           | Salustiano Pereira da Mota | Extinto                                                                                        |
|                                        | Barão de Pereira Gonçalves                                   | 11 de Setembro de 1893              | Em vida           | Manuel Pereira Gonçalves | Extinto                                                                                        |
|                                        | Barão de Pereira Marinho                                     | 8 de Julho de 1869                  | Em vida           | Joaquim Pereira Marinho, depois Visconde e Conde de Pereira Marinho                                                                 | Extinto                                                                                        |
|                                        | Barão de Peres da Silva                                      | 27 de Agosto de 1891                | Em vida           | José Joaquim Peres da Silva | Extinto                                                                                        |
|                                        | Barão de Perném                                              | 14 de Junho de 1878                 | Em vida           | Vassudevo Rogonata Porobo | Extinto                                                                                        |
|                                        | Barão de Pernes                                              | 12 de Julho de 1843                 | Em vida           | Pedro Paulo Ferreira de Sousa | Extinto                                                                                        |
|                                        | Barão de Perquel                                             | 14 de Setembro de 1907              | Em vida           | Jules Perquel | Extinto                                                                                        |
|                                        | Barão de Picard                                              |                                     | Em vida           | | Extinto                                                                                        |
|                                        | Barão do Pico do Celeiro                                     | 4 de Abril de 1833                  | Em vida           | José António da Silva Torres, depois 1.º Visconde da Serra do Pilar                                                                 | Extinto                                                                                        |
|                                        | Barão das Picoas                                             | 7 de Dezembro de 1831               | Em vida           | António Esteves da Costa, depois 1.º Visconde das Picoas                                                                            | Extinto                                                                                        |
|                                        | Barão de Pimentas                                            |                                     | Em vida           | | Extinto                                                                                        |
|                                        | Barão de Pomarão                                             | 24 de Janeiro de 1866               | Em vida           | James Mason, depois Visconde de São Domingos e Conde de Pomarão                                                                     | Elevado a Conde de Pomarão                                                                     |
|                                        | Barão de Pomarinho                                           | 25 de Maio de 1870                  | Em vida           | Estêvão da Costa Pimenta de Sousa Menezes                                                                                           | Extinto                                                                                        |
|                                        | Barão de Pombalinho                                          | 8 de Maio de 1837                   | Em vida           | António de Araújo Vasques de Portocarrero                                                                                           | Extinto                                                                                        |
|                                        | Barão de Pombeiro de Riba Vizela                             | 11 de Maio de 1851                  | Em vida           | Paulo de Melo Sampaio Freitas do Amaral                                                                                             | D. João de Lancastre de Mello Sampayo, 4.º Barão de Pombeiro de Riba Vizela                    |
|                                        | Barão de Ponte da Barca                                      | 16 de Dezembro de 1845              | Em vida           | Jerónimo Pereira de Vasconcelos, 1.° Visconde de Ponte da Barca                                                                     | Elevado a Visconde de Ponte da Barca                                                           |
|                                        | Barão da Ponte da Quarteira                                  | 6 de Agosto de 1870                 | Em vida           | Joaquim Bernardo de Mendonça Corte-Real                                                                                             | Extinto                                                                                        |
|                                        | Barão de Ponte de Marxil                                     | 3 de Agosto de 1875                 | Em vida           | Francisco Pedro da Silva Soares | Extinto                                                                                        |
|                                        | Barão de Ponte de Santa Maria                                | 10 de Setembro de 1835              | Em vida           | António Vicente de Queirós, depois 1.º conde da Ponte de Santa Maria                                                                | Extinto                                                                                        |
|                                        | Barão da Portela                                             | 26 de Outubro de 1823               | Em vida           | Bernardo Doutel de Almeida | Extinto                                                                                        |
|                                        | Barão de Porto Côvo da Bandeira                              | 15 de Agosto de 1805                | Em vida           | Jacinto Fernandes Bandeira | Extinto                                                                                        |
|                                        | Barão de Porto de Mós                                        | 12 de Agosto de 1842 ou 1845        | Em vida           | Venâncio Pinto do Rego de Ceia Trigueiros                                                                                           | Extinto                                                                                        |
|                                        | Barão da Póvoa de Santo Adrião                               |                                     | Em vida           | José Carlos Eugénio de Belém Correia                                                                                                | Extinto                                                                                        |
|                                        | Barão da Póvoa de Varzim                                     | 18 de Maio de 1868                  | Em vida           | Manuel Fernandes da Silva Campos | Extinto                                                                                        |
|                                        | Barão de Prime                                               | 20 de Junho de 1837                 | Em vida           | Luís Loureiro Queirós Cardoso Couto Leitão, Senhor de Prime                                                                         | Elevado a Visconde de Prime e Conde de Prime                                                   |
|                                        | Barão de Proença-a-Velha                                     | 1 de Julho de 1863                  | Em vida           | José de Meneses Pita e Castro | Extinto                                                                                        |
|                                        | Barão de Provezende                                          | 10 de Janeiro de 1837               | Em vida           | José António de Barros Teixeira Lobo Barbosa                                                                                        | Extinto                                                                                        |
|                                        | Barão de Queluz                                              | 25 de Abril de 1828                 | Em vida           | António Bartolomeu Pires | Extinto                                                                                        |
|                                        | Barão da Quinta do Ferro                                     | 22 de Novembro de 1878              | Em vida           | Júlio César de Faria Coutinho de Castro, depois Visconde da Quinta do Ferro                                                         | Elevado a Visconde da Quinta do Ferro                                                          |
|                                        | Barão de Quintela                                            | 17 de Agosto de 1805                | Em vida           | Joaquim Pedro Quintela | Extinto                                                                                        |
|                                        | Barão de Ramalho                                             | 13 de Maio de 1836                  | Em vida           | António Tomé da Fonseca Carvão Paim da Câmara                                                                                       | Extinto                                                                                        |
|                                        | Barão do Real Agrado                                         | 13 de Março de 1805                 | Em vida           | Joana Rita de Lacerda Castelo Branco, depois Viscondessa do Real Agrado                                                             | Elevado a Visconde do Real Agrado                                                              |
|                                        | Barão de Reboredo                                            | 13 de Fevereiro de 1850             | Em vida           | António Lopes da Costa e Almeida | Extinto                                                                                        |
|                                        | Barão de Recardães                                           | 24 de Fevereiro de 1876             | Em vida           | José Cerveira de Melo | Extinto                                                                                        |
|                                        | Barão da Recosta                                             | 16 de Novembro de 1893              | Em vida           | Maria Teresa de Faria e Melo | Extinto                                                                                        |
|                                        | Barão da Regaleira                                           | 7 de Novembro de 1840               | Em vida           | Ermelinda Allen, depois Viscondessa da Regaleira                                                                                    | Elevado a Visconde da Regaleira                                                                |
|                                        | Barão de Rendufe                                             | 25 de Outubro de 1824               | Em vida           | Simão da Silva Ferraz de Lima e Castro, depois 1.º Conde de Rendufe                                                                 | Elevado a Conde de Rendufe                                                                     |
|                                        | Barão de Resende                                             | 24 de Maio de 1844                  | Em vida           | João Xavier de Morais de Resende | Extinto                                                                                        |
|                                        | Barão do Resgate                                             | 23 de Outubro de 1879               | Em vida           | António Justiniano da Silva Barros                                                                                                  | Extinto                                                                                        |
|                                        | Barão da Retorta                                             | 3 de Novembro de 1853               | Em vida           | Domingos de Azevedo Melo Távora Albergaria e Castro                                                                                 | Extinto                                                                                        |
|                                        | Barão de Riba Tâmega                                         | 4 de Abril de 1867                  | Em vida           | José de Vasconcelos Guedes de Carvalho                                                                                              | Extinto                                                                                        |
|                                        | Barão de Ribeira de Pena                                     | 19 de Fevereiro de 1851             | Em vida           | Francisco Xavier de Andrade e Almeida Pacheco de Sousa Leitão                                                                       | Extinto                                                                                        |
|                                        | Barão de Ribeira de Sabrosa                                  | 22 de Setembro de 1835              | Em vida           | Rodrigo Pinto Pizarro | Extinto                                                                                        |
|                                        | Barão da Ribeirinha                                          | 27 de Setembro de 1901              | Em vida           | Vitoriano da Rosa Martins | Extinto                                                                                        |
|                                        | Barão de Ribeirinho                                          |                                     | Em vida           | Luiz Carlos Berkenbrock | Extinto                                                                                        |
|                                        | Barão de Ribeiro                                             | 3 de Junho de 1888                  | Em vida           | Francisco José de Bettencourt e Ávila                                                                                               | Extinto                                                                                        |
|                                        | Barão de Ribeiro Barbosa                                     | 1908                                | Em vida           | Cândido Ribeiro Barbosa | Extinto                                                                                        |
|                                        | Barão de Rilvas                                              | 7 de Outubro de 1843                | Em vida           | Simão Félix de Calça e Pina, depois 1.º Conde e Visconde de Rilvas                                                                  | Elevado a Visconde de Rilvas e Conde de Rilvas                                                 |
|                                        | Barão de Rio Ave                                             | 13 de Dezembro de 1892              | Em vida           | Bento Rodrigues de Sousa | Extinto                                                                                        |
|                                        | Barão de Rio de Moinhos                                      | 10 de Abril de 1867                 | Em vida           | Manuel Augusto de Almeida Valejo | Extinto                                                                                        |
|                                        | Barão de Rio Seco                                            | 13 de Outubro de 1813               | Em vida           | Joaquim José de Azevedo, 1.º marquês de Jundiaí (título brasileiro)                                                                 | Extinto                                                                                        |
|                                        | Barão de Rio Tinto                                           | 14 de Dezembro de 1853              | Em vida           | Vicente Gonçalves Rio Tinto | Extinto                                                                                        |
|                                        | Barão de Rio Torto                                           | 7 de Julho de 1897                  | Em vida           | Joaquim Martins da Cunha, 1.º Visconde de Rio Torto                                                                                 | Elevado a Visconde de Rio Torto                                                                |
|                                        | Barão de Rio Zêzere                                          | 2 de Junho de 1851                  | Em vida           | Joaquim Bento Pereira | Extinto                                                                                        |
|                                        | Barão de Roches                                              | 4 de Fevereiro de 1871              | Em vida           | Simão de Roches da Cunha Brum | Extinto                                                                                        |
|                                        | Barão de Rodrigues Mendes                                    | 25 de Fevereiro de 1892             | Em vida           | João José Rodrigues Mendes | Extinto                                                                                        |
|                                        | Barão de Roeda                                               | 9 de Outubro de 1872                | Em vida           | John Alexander Fladgate | Extinto                                                                                        |
|                                        | Barão de Rosenthal                                           | 24 de Janeiro de 1884               | Em vida           | Georg Rosenthal | Extinto                                                                                        |
|                                        | Barão de Roussado                                            | 3 de Junho de 1871                  | Em vida           | Manuel Lourenço Roussado | Extinto                                                                                        |
|                                        | Barão de Ruffer                                              | 23 de Dezembro de 1890              | Em vida           | Alphonse Charles Jacques Ruffer | Extinto                                                                                        |
|                                        | Barão de Ruivoz                                              | 28 de Setembro de 1835              | Em vida           | Francisco Saraiva da Costa Refóios                                                                                                  | Extinto                                                                                        |
|                                        | Barão de Sá da Bandeira                                      | 4 de Abril de 1833                  | Em vida           | General Bernardo de Sá Nogueira de Figueiredo, 1.º Barão, Visconde e Marquês de Sá da Bandeira                                      | Elevado a Visconde de Sá da Bandeira e Marquês de Sá da Bandeira.                              |
|                                        | Barão de Saavedra                                            | 11 de Janeiro de 1843               | Em vida           | Tomás Pinto da Cunha Saavedra | Tomás Pinto da Cunha Saavedra, 5.º Barão de Saavedra                                           |
|                                        | Barão de Sabroso                                             | 26 de Outubro de 1823               | Em vida           | Carlos Infante de Lacerda de Sousa Tavares                                                                                          | Extinto                                                                                        |
|                                        | Barão de Salgado Zenha                                       | 3 de Dezembro de 1891               | Em vida           | Manuel Salgado Zenha | Extinto                                                                                        |
|                                        | Barão de Salgueiro                                           | 10 de Dezembro de 1864              | Em vida           | Manuel José de Pinho Soares de Albergaria                                                                                           | Extinto                                                                                        |
|                                        | Barão de Salvaterra de Magos                                 | 29 de Agosto de 1870                | Em vida           | Luís Ferreira Roquette | Extinto                                                                                        |
|                                        | Barão de Sameiro                                             | 4 de Março de 1909                  | Em vida           | Carlos Augusto Dias da Silva | Extinto                                                                                        |
|                                        | Barão de Samões                                              | 20 de Setembro de 1887              | Em vida           | João Pedro Gomes de Almendra | Extinto                                                                                        |
|                                        | Barão de Samora Correia                                      | 22 de Agosto de 1846                | Em vida           | João Ferreira Prego | Extinto                                                                                        |
|                                        | Barão de Samuel Vahl                                         | 10 de Maio de 1865                  | Em vida           | Arthur Denis Samuel de Vahl | Extinto                                                                                        |
|                                        | Barão de Sande                                               | 9 de Agosto de 1823                 | Em vida           | João de Campos Navarro de Andrade                                                                                                   | Extinto                                                                                        |
|                                        | Barão de Sandeman                                            | 8 de Março de 1883                  | Em vida           | William Glas Sandeman | Extinto                                                                                        |
|                                        | Barão de Santa Ana Nery                                      | 4 de Abril de 1891                  | Em vida           | Frederico José de Santana Néri | Extinto                                                                                        |
|                                        | Barão de Santa Bárbara                                       | 20 de Outubro de 1840               | Em vida           | Bernardo Baptista da Fonseca e Sousa de Sá Morais Pereira do Lago                                                                   | Extinto                                                                                        |
|                                        | Barão de Santa Cândida                                       | 28 de Julho de 1882                 | Em vida           | Francisco de Sousa Cirne Lima | Extinto                                                                                        |
|                                        | Barão de Santa Comba Dão                                     | 8 de Setembro de 1825               | Em vida           | José Maria de Sousa Macedo Almeida e Vasconcelos                                                                                    | Extinto                                                                                        |
|                                        | Barão de Santa Cruz                                          | 28 de Julho de 1864                 | Em vida           | António Vicente Peixoto de Mendonça e Costa                                                                                         | Extinto                                                                                        |
|                                        | Barão de Santa Engrácia                                      | 5 de Novembro de 1862               | Em vida           | António Esteves de Carvalho | Extinto                                                                                        |
|                                        | Barão de Santa Leocádia                                      | 11 de Março de 1875                 | Em vida           | José António Gomes Vilela | Extinto                                                                                        |
|                                        | Barão de Santa Quitéria                                      | 8 de Agosto de 1855                 | Em vida           | José António Soares Leal, depois Visconde de Santa Quitéria                                                                         | Extinto                                                                                        |
|                                        | Barão de Santana                                             | 20 de Julho de 1863                 | Em vida           | Manuel Alves Guerra, depois Visconde de Santana                                                                                     | Extinto                                                                                        |
|                                        | Barão de Santiago de Lordelo                                 | 11 de Julho de 1852                 | Em vida           | José Machado de Abreu | Extinto                                                                                        |
|                                        | Barão de Santo Amaro                                         | 6 de Janeiro de 1818                | Em vida           | José Egídio Álvares de Almeida, depois Marquês de Santo Amaro (título brasileiro)                                                   | Extinto                                                                                        |
|                                        | Barão de Santo Ambrósio                                      | 2 de Maio de 1874                   | Em vida           | Francisco António Namorado, depois Visconde de Santo Ambrósio                                                                       | Extinto                                                                                        |
|                                        | Barão de Santo Antônio                                       | 18 de agosto de 1822                | Em vida           | João Phelipe David, 1.º Barão de Santo Antonio                                                                                      | Extinto                                                                                        |
|                                        | Barão de Santos                                              | 1850                                | Em vida           | João Ferreira dos Santos Silva | Extinto                                                                                        |
|                                        | Barão de São Clemente                                        | 16 de Julho de 1887                 | Em vida           | Clemente José dos Santos | Extinto                                                                                        |
|                                        | Barão de São Cosme                                           | 12 de Maio de 1835                  | Em vida           | João Nepomuceno de Macedo | Extinto                                                                                        |
|                                        | Barão de São Dinis                                           | 23 de Dezembro de 1869              | Em vida           | Teotónio Borges Dinis | Extinto                                                                                        |
|                                        | Barão de São Domingos                                        | 11 de Maio de 1876                  | Em vida           | Domingos Monteiro Peixoto | Extinto                                                                                        |
|                                        | Barão de São Francisco                                       | 22 de Outubro de 1862               | Em vida           | Francisco José Pacheco | Extinto                                                                                        |
|                                        | Barão de São George                                          | 13 de Setembro de 1862              | Em vida           | Carl Adolf von Kantzow | Extinto                                                                                        |
|                                        | Barão de São Geraldo                                         | 17 de Agosto de 1899                | Em vida           | José Geraldo Rodrigues | Extinto                                                                                        |
|                                        | Barão de Sâo Januário                                        | 10 de Fevereiro de 1866             | Em vida           | Januário Correia de Almeida, 1.º Barão, Visconde e Conde de São Januário                                                            | Extinto                                                                                        |
|                                        | Barão de São Jerónimo de Real                                |                                     | Em vida           | | Extinto                                                                                        |
|                                        | Barão de São João de Areias                                  | 12 de Agosto de 1845                | Em vida           | Francisco de Serpa Saraiva | Extinto                                                                                        |
|                                        | Barão de São João de Canelas                                 |                                     | Em vida           | | Extinto                                                                                        |
|                                        | Barão de São João de Loureiro                                | 18 de Novembro de 1886              | Em vida           | Manuel Soares de Oliveira Cravo | Extinto                                                                                        |
|                                        | Barão de São João Marcos                                     | 5 de Fevereiro de 1818              | Em vida           | Pedro Dias Pais Leme da Câmara, depois Marquês de São João Marcos (título brasileiro)                                               | Extinto                                                                                        |
|                                        | Barão de São Joaquim                                         | 28 de Novembro de 1878              | Em vida           | Joaquim Lopes Lebre, depois 1.º Visconde e Conde de São Joaquim                                                                     | Elevado a Visconde de São Joaquim e Conde de São Joaquim                                       |
|                                        | Barão de São Jorge                                           |                                     | Em vida           | | Extinto                                                                                        |
|                                        | Barão de São José                                            | 27 de Março de 1869                 | Em vida           | José Vitorino de Resende | Extinto                                                                                        |
|                                        | Barão de São José de Porto Alegre                            | 15 de Junho de 1815                 | Em vida           | Januário Agostinho de Almeida | Extinto                                                                                        |
|                                        | Barão de São Lázaro                                          | 21 de Maio de 1908                  | Em vida           | Fernando Luís Raio de Carvalho | Extinto                                                                                        |
|                                        | Barão de São Leonardo                                        | 23 de Novembro de 1870              | Em vida           | Leonardo Ferreira Marques | Extinto                                                                                        |
|                                        | Barão de São Lourenço                                        | 5 de Outubro de 1848                | Em vida           | António Joaquim da Costa Carvalho                                                                                                   | Extinto                                                                                        |
|                                        | Barão de São Marcos                                          | 1° de Maio de 1879                  | Em vida           | Joaquim Cardoso Pereira de Melo | Extinto                                                                                        |
|                                        | Barão de São Martinho de Dume                                | 4 de Abril de 1837                  | Em vida           | Duarte Guilherme Ferreri de Gusmão                                                                                                  | Extinto                                                                                        |
|                                        | Barão de São Miguel                                          |                                     | Em vida           | Miguel Pinto da Mota e Silva | Extinto                                                                                        |
|                                        | Barão de São Miguel dos Campos                               | 18 de Dezembro de 1870              | Em vida           | Epaminondas da Rocha Vieira | Extinto                                                                                        |
|                                        | Barão de São Nicolau                                         |                                     | Em vida           | | Extinto                                                                                        |
|                                        | Barão de São Pedro                                           | 12 de Agosto de 1845                | Em vida           | Daniel de Ornelas e Vasconcelos | Extinto                                                                                        |
|                                        | Barão de São Pedro do Rego da Murta                          | 25 de Setembro de 1884              | Em vida           | Jacinto António Peres, depois Visconde de São Pedro do Rego da Murta                                                                | Extinto                                                                                        |
|                                        | Barão de São Raimundo                                        | 24 de Outubro de 1878               | Em vida           | António Fernandes Cardeira | Extinto                                                                                        |
|                                        | Barão de São Roque                                           | 7 de Junho de 1852                  | Em vida           | José Pereira Torres | Extinto                                                                                        |
|                                        | Barão de São Salvador de Campos de Goitacazes                | 19 de Dezembro de 1812              | Em vida           | Ana Francisca Rosa Maciel da Costa                                                                                                  | Extinto                                                                                        |
|                                        | Barão de São Simão                                           | 6 de Fevereiro de 1818              | Em vida           | Paulo Fernandes Carneiro Viana, depois Conde de São Simão (título brasileiro)                                                       | Extinto                                                                                        |
|                                        | Barão de São Torquato                                        | 22 de Outubro de 1851               | Em vida           | Plácido António de Abreu | Elevado a Visconde de São Torquato                                                             |
|                                        | Barão de Sarmento                                            | 29 de Outubro de 1835               | Em vida           | João Ferreira Sarmento, depois 1.º Visconde e Conde de Sarmento                                                                     | Elevado Visconde de Sarmento e Conde de Sarmento                                               |
|                                        | Barão de Schweitzer                                          | 27 de Junho de 1906                 | Em vida           | Jacques Schweizer | Extinto                                                                                        |
|                                        | Barão de Seisal                                              | 30 de Março de 1843                 | Em vida           | José Maurício Correia Henriques, depois 1.º Visconde e Conde de Seisal                                                              | Elevado Visconde de Seisal e Conde de Seisal                                                   |
|                                        | Barão de Seixas                                              | 18 de Outubro de 1888               | Em vida           | Roque Augusto de Seixas, depois 1.º Conde de Seixas                                                                                 | Elevado a Conde de Seixas                                                                      |
|                                        | Barão do Seixo                                               | 19 de Julho de 1845                 | Em vida           | António Almeida Coutinho Lemos | Extinto                                                                                        |
|                                        | Barão de Sena Fernandes                                      | 25 de Outubro de 1888               | Em vida           | Bernardino de Sena Fernandes, depois Visconde e Conde de Sena Fernandes                                                             | Elevado a Visconde de Sena Fernandes e Conde de Sena Fernandes                                 |
|                                        | Barão de Sendal                                              | 7 de Junho de 1888                  | Em vida           | David Cohen de Castro e Lara | Extinto                                                                                        |
|                                        | Barão de Sernache                                            |                                     | Em vida           | | Extinto                                                                                        |
|                                        | Barão da Serra da Estrela                                    | 14 de Dezembro de 1853              | Em vida           | D. Rodrigo Monteiro Telles de Abreu                                                                                                 | Extinto                                                                                        |
|                                        | Barão de Setúbal                                             | 23 de Setembro de 1835              | Em vida           | João Schwalbach, depois 1.º Visconde de Setúbal                                                                                     | Extinto                                                                                        |
|                                        | Barão da Silva                                               | 5 de Janeiro de 1837                | Em vida           | Eugénia Cândida da Fonseca da Silva Mendes                                                                                          | Extinto                                                                                        |
|                                        | Barão de Silva Gameiro                                       | 11 de Julho de 1874                 | Em vida           | Aires Coelho da Silva Gameiro | Extinto                                                                                        |
|                                        | Barão de Silva Nunes                                         | 28 de Julho de 1906                 | Em vida           | José Francisco da Silva, depois Visconde de Estói                                                                                   | Extinto                                                                                        |
|                                        | Barão da Silveira                                            | 7 de Fevereiro de 1855              | Em vida           | Francisco Elias Rodrigues da Silveira                                                                                               | Extinto                                                                                        |
|                                        | Barão das Silveiras                                          | 20 de Março de 1890                 | Em vida           | Vicente António de Brito Falé | Extinto                                                                                        |
|                                        | Barão de Sobral                                              | 14 de Maio de 1813                  | Em vida           | Geraldo Venceslau Braamcamp de Almeida Castelo-Branco                                                                               | Extinto                                                                                        |
|                                        | Barão do Socorro                                             | 12 de Julho de 1843                 | Em vida           | Cândido Xavier de Abreu Viana | Extinto                                                                                        |
|                                        | Barão de Sousa                                               | 31 de Julho de 1867                 | Em vida           | Francisco José Brandão de Sousa | Extinto                                                                                        |
|                                        | Barão de Sousa Deiró                                         | 10 de Março de 1904                 | Em vida           | Sebastião Clemente Sousa Deiró | Extinto                                                                                        |
|                                        | Barão de Sousa Lajes                                         | 22 de Maio de 1907                  | Em vida           | Inácio de Sousa Lages | Extinto                                                                                        |
|                                        | Barão de Sousa Mesquita                                      | 8 de Fevereiro de 1894              | Em vida           | Francisco de Sousa Mesquita | Extinto                                                                                        |
|                                        | Barão de Soutelinho                                          | 11 de Junho de 1896                 | Em vida           | Alfred Wilby Tait | Extinto                                                                                        |
|                                        | Barão de Soutelo                                             | 18 de Janeiro de 1872               | Em vida           | António Feio de Magalhães Coutinho                                                                                                  | Extinto                                                                                        |
|                                        | Barão de Stern                                               | 29 de Julho de 1864                 | Em vida           | Hermann Stern | Extinto                                                                                        |
|                                        | Barão de Stockler                                            | 2 de Agosto de 1792 (data de carta) | Em vida           | Francisco Xavier Stockler | Extinto                                                                                        |
|                                        | Barão de Tavarede                                            | 7 de Setembro de 1804               | Em vida           | D. João de Almada Quadros Sousa e Lencastre, depois 1.º Conde de Tavarede                                                           | Elevado a Conde de Tavarede                                                                    |
|                                        | Barão de Tavares Leite                                       | 1906                                | Em vida           | Gabriel Tavares Leite | Extinto                                                                                        |
|                                        | Barão de Teixeira                                            | 16 de Março de 1818                 | Em vida           | Henrique Teixeira de Sampaio, 1.º Conde da Póvoa                                                                                    | D. João Domingos de Sousa e Holstein Beck, 3.º Barão de Teixeira                               |
|                                        | Barão do Teixoso                                             | 16 de Março de 1804                 | Em vida           | José Ferreira de Pina Calado | Extinto                                                                                        |
|                                        | Barão de Telheiras                                           | 11 de Fevereiro de 1836             | Em vida           | José Albino Barbosa de Araújo, depois 1.º Visconde de Telheiras                                                                     | Elevado a Visconde de Telheiras                                                                |
|                                        | Barão de Tojal                                               | 4 de Abril de 1838                  | Em vida           | João Gualberto de Oliveira, depois 1.º Conde de Tojal                                                                               | Elevado a Conde de Tojal                                                                       |
|                                        | Barão de Tondela                                             | 3 de Julho de 1823                  | Em vida           | António Marcelino da Vitória | Extinto                                                                                        |
|                                        | Barão da Torre                                               | 13 de Agosto de 1847                | Em vida           | João Feio Magalhães Coutinho, depois 1.º Visconde da Torre                                                                          | Elevado a Visconde da Torre                                                                    |
|                                        | Barão de Torre de Moncorvo                                   | 23 de Maio de 1835                  | Em vida           | Cristóvão Pedro de Morais Sarmento, depois Visconde da Torre de Moncorvo                                                            | Elevado a Visconde da Torre de Moncorvo                                                        |
|                                        | Barão da Torre de Pero Palha                                 | 12 de Agosto de 1866                | Em vida           | Hugh Owen | Extinto                                                                                        |
|                                        | Barão da Torre de Vila Cova da Lixa                          | 25 de Setembro de 1852              | Em vida           | António de Magalhães e Meneses de Lencastre                                                                                         | Extinto                                                                                        |
|                                        | Barão de Trovisqueira                                        | 14 de Janeiro de 1864               | Em vida           | José Francisco da Cruz Trovisqueira                                                                                                 | Extinto                                                                                        |
|                                        | Barão de Urgeira                                             | 4 de Janeiro de 1877                | Em vida           | Manuel José Leite Ribeiro e Silva                                                                                                   | Extinto                                                                                        |
|                                        | Barão de Uzel                                                |                                     | Em vida           | Luís Alexandre Ribeiro de Mendonça                                                                                                  | Extinto                                                                                        |
|                                        | Barão do Valado                                              | 21 de Janeiro de 1837               | Em vida           | Manuel Luís Corrêa | Extinto                                                                                        |
|                                        | Barão do Vale                                                | 9 de Outubro de 1835                | Em vida           | Vitorino José de Almeida Soares Serrão                                                                                              | Extinto                                                                                        |
|                                        | Barão de Vale da Mata                                        | 13 de Outubro de 1898               | Em vida           | Joana Charters Crespo | Extinto                                                                                        |
|                                        | Barão do Vale da Rica                                        | 24 de Setembro de 1892              | Em vida           | Gaspar Xavier da Cunha Lima de Sousa e Melo, depois 1.º Conde do Vale da Rica                                                       | Elevado a Conde do Vale da Rica                                                                |
|                                        | Barão de Vale de Estêvão                                     | 28 de Novembro de 1871              | Em vida           | Albino de Oliveira Guimarães | Extinto                                                                                        |
|                                        | Barão de Vale Formoso                                        | 30 de Outubro de 1885               | Em vida           | Tomás António Barbosa Leitão | Extinto                                                                                        |
|                                        | Barão de Valongo                                             | 28 de Setembro de 1835              | Em vida           | Luís Pinto de Mendonça Arrais, depois Visconde de Valongo                                                                           | Elevado a Visconde de Valongo                                                                  |
|                                        | Barão da Vargem da Ordem                                     | 22 de Fevereiro de 1840             | Em vida           | Gaspar Pessoa Tavares de Amorim da Vargem, depois Visconde da Vargem da Ordem                                                       | Elevado a Visconde da Vargem da Ordem                                                          |
|                                        | Barão da Várzea do Douro                                     | 16 de Julho de 1846                 | Em vida           | António Garcês Pinto de Madureira                                                                                                   | Extinto                                                                                        |
|                                        | Barão de Vascões                                             | 3 de Março de 1884                  | Em vida           | Francisco António Vieira da Cunha                                                                                                   | Extinto                                                                                        |
|                                        | Barão de Vasconcelos                                         | 13 de Abril de 1863                 | Em vida           | José Smith de Vasconcelos | Extinto                                                                                        |
|                                        | Barão de Venda da Cruz                                       | 6 de Agosto de 1846                 | Em vida           | João Pedro Miguéis de Carvalho e Brito                                                                                              | Extinto                                                                                        |
|                                        | Barão de Verberckmoes                                        |                                     | Em vida           | | Extinto                                                                                        |
|                                        | Barão de Viamonte da Boavista                                | 17 de Fevereiro de 1848             | Em vida           | José Joaquim de Oliveira de Viamonte                                                                                                | Extinto                                                                                        |
|                                        | Barão de Vila Cova                                           | 16 de Agosto de 1854                | Em vida           | João António de Almeida | Extinto                                                                                        |
|                                        | Barão de Vila da Praia                                       | 29 de Setembro de 1823              | Em vida           | Francisco de Borja Garção Stockler                                                                                                  | Extinto                                                                                        |
|                                        | Barão de Vila Franca da Restauração                          | 23 de Julho de 1825                 | Em vida           | António Feliciano de Sousa, 1.º Barão de Vila Franca de Xira                                                                        | Extinto                                                                                        |
|                                        | Barão de Vila Franca de Xira                                 | 3 de Julho de 1823                  | Em vida           | António Feliciano de Sousa, depois 1.º Barão de Vila Franca da Restauração                                                          | Extinto                                                                                        |
|                                        | Barão de Vila Gião                                           | 2 de Março de 1893                  | Em vida           | Joaquim Antônio de Freitas | Extinto                                                                                        |
|                                        | Barão de Vila Nova da Rainha                                 | 5 de Junho de 1809                  | Em vida           | Francisco José Rufino de Sousa Lobato, depois 1.º Visconde de Vila Nova da Rainha                                                   | Elevado a Visconde de Vila Nova da Rainha                                                      |
|                                        | Barão de Vila Nova de Foz Coa                                | 6 de Fevereiro de 1837              | Em vida           | Francisco António de Campos Henriques                                                                                               | Extinto                                                                                        |
|                                        | Barão de Vila Nova de Gaia                                   | 18 de Dezembro de 1833              | Em vida           | Thomas William Stubbs, depois 1.° Visconde de Vila Nova de Gaia                                                                     | Elevado a Visconde de Vila Nova de Gaia                                                        |
|                                        | Barão de Vila Nova de Ourém                                  | 20 de Janeiro de 1847               | Em vida           | José Joaquim Januário Lapa, depois 1.° Visconde de Vila Nova de Ourém                                                               | Elevado a Visconde de Vila Nova de Ourém                                                       |
|                                        | Barão de Vila Nova do Minho                                  | 19 de Dezembro de 1850              | Em vida           | José Bernardino de Sá, depois Visconde de Vila Nova do Minho                                                                        | Elevado a Visconde de Vila Nova do Minho                                                       |
|                                        | Barão de Vila Pouca                                          | 11 de Janeiro de 1805               | Em vida           | Rodrigo de Sousa da Silva Alcoforado                                                                                                | Extinto                                                                                        |
|                                        | Barão de Vila Pouca de Aguiar                                | 1 de Outubro de 1835                | Em vida           | Pedro António Machado Pinto de Sousa Canavarro, depois 1.º Barão de Arcossó                                                         | Extinto                                                                                        |
|                                        | Barão de Vila Seca                                           | 26 de Junho de 1824                 | Em vida           | Rodrigo Navarro de Andrade | Extinto                                                                                        |
|                                        | Barão de Vila Verde                                          | 9 de Setembro de 1851               | Em vida           | Custódio Pinheiro da Silva | Extinto                                                                                        |
|                                        | Barão de Vilalva Guimarães                                   | 14 de Janeiro de 1864               | Em vida           | Guilherme Júlio Teixeira de Moura                                                                                                   | Elevado a Conde de Vilas Boas                                                                  |
|                                        | Barão de Vilar (anteriormente designado de Barão de Ramalde) | 7 de Dezembro de 1831               | Em vida           | Cristiano Nicolau Kopke | Extinto                                                                                        |
|                                        | Barão de Vilar Torpim                                        | 10 de Maio de 1837                  | Em vida           | Francisco José Pereira | Extinto                                                                                        |
|                                        | Barão de Vinhais                                             | 17 de Julho de 1840                 | Em vida           | Simão da Costa Pessoa, depois 1.º Visconde e 1.º Conde de Vinhais                                                                   | Elevado a Visconde de Vinhais e Conde de Vinhais                                               |
|                                        | Barão de Welten                                              |                                     | Em vida           | | Extinto                                                                                        |
|                                        | Barão de Wendel                                              |                                     | Em vida           | | Extinto                                                                                        |
|                                        | Barão de Wildik                                              |                                     | Em vida           | | Extinto                                                                                        |
|                                        | Barão do Zambujal                                            | 27 de Janeiro de 1826               | Em vida           | Jorge de Cabedo de Vasconcelos Sardinha da Cunha, depois 1.º Visconde do Zambujal                                                   | Extinto                                                                                        |
|                                        | Barão de Ranhados                                            | 15 de Dezembro de 2017              | Em vida           | João Paulo de Araújo dos Santos | João Paulo de Araújo dos Santos, 1.º Barão de Ranhados                                         |